# Хосмер, Харриет

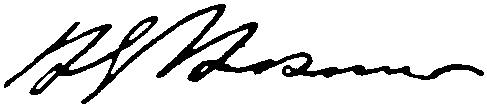
Подпись Харриет Хосмер

Харриет Хосмер (англ. Harriet Goodhue Hosmer; 1830—1908) — американская женщина-скульптор, одна из наиболее известных в Америке в XIX веке.

## Биография
Родилась 9 октября 1830 года в городе Уотертаун, штат Массачусетс.
Обучалась в школе Sedgewick School города Ленокс, штат Массачусетс. Её отец — врач Hiram Hosmer, воспитал девушку хорошо физически развитой: она плавала на байдарках, каталась на коньках, скакала на лошадях. Также путешествовала в одиночестве в пустынях на Западе США, посетила индейцев Дакоты.
Рано проявив способности к ваянию, изучала с отцом анатомию. Под влиянием друга семьи Уэймана Кроу (англ. Wayman Crow), посещала анатомические курсы Joseph Nash McDowell в колледже Missouri Medical College. Затем она училась в Бостоне и до ноября 1852 года занималась дома натурным моделированием вместе с отцом и подругой Шарлоттой Кушман. В 1853 году она отправилась в Рим, где по 1860 училась и работала у валлийского скульптора Джона Гибсона.
Живя в Риме, общалась внутри колонии художников и писателей, куда входили Натаниэль Готорн, Бертель Торвальдсен, Уильям Теккерей. Здесь же были женщины — писательницы Джордж Элиот и Жорж Санд. Находясь во Флоренции, она часто была в гостях у Элизабет и Роберта Браунингов. В Италии тесно общалась с художницами и женщинами-скульпторами Anne Whitney, Louisa Lander, Margaret Foley, Florence Freeman, Vinnie Ream, Эммой Стеббинс, Эдмонией Льюис. Кроме собственно ваяния, Харриет Хосмер занималась здесь и технологией скульптуры — разрабатывала механизмы, изобрела процесс преобразования обычного итальянского известняка в мрамор, в процессе моделирования применяла воск.
После возвращения в Америку проживала в Чикаго и городе Терре-Хот, штат Индиана. Умерла 21 февраля 1908 года в городе Уотертаун, штат Массачусетс. Была похоронена на кладбище Mount Auburn Cemetery города Кембридж, Массачусетс.

## Память
- Одна из гор вблизи города Лансинг, штат Айова, названа именем Хосмер — она выиграла забег на её вершину в юности.
- Книга стихов Carole Simmons Oles, посвященных Хосмер — «Waking Stone: Inventions on the Life Of Harriet Hosmer», была опубликована в 2006 году.
- Посещение скульптура Харриетт Хосмер «Puck and Owl» входит в программу бостонской пешеходной экскурсии Boston Women’s Heritage Trail.

Некоторые работы
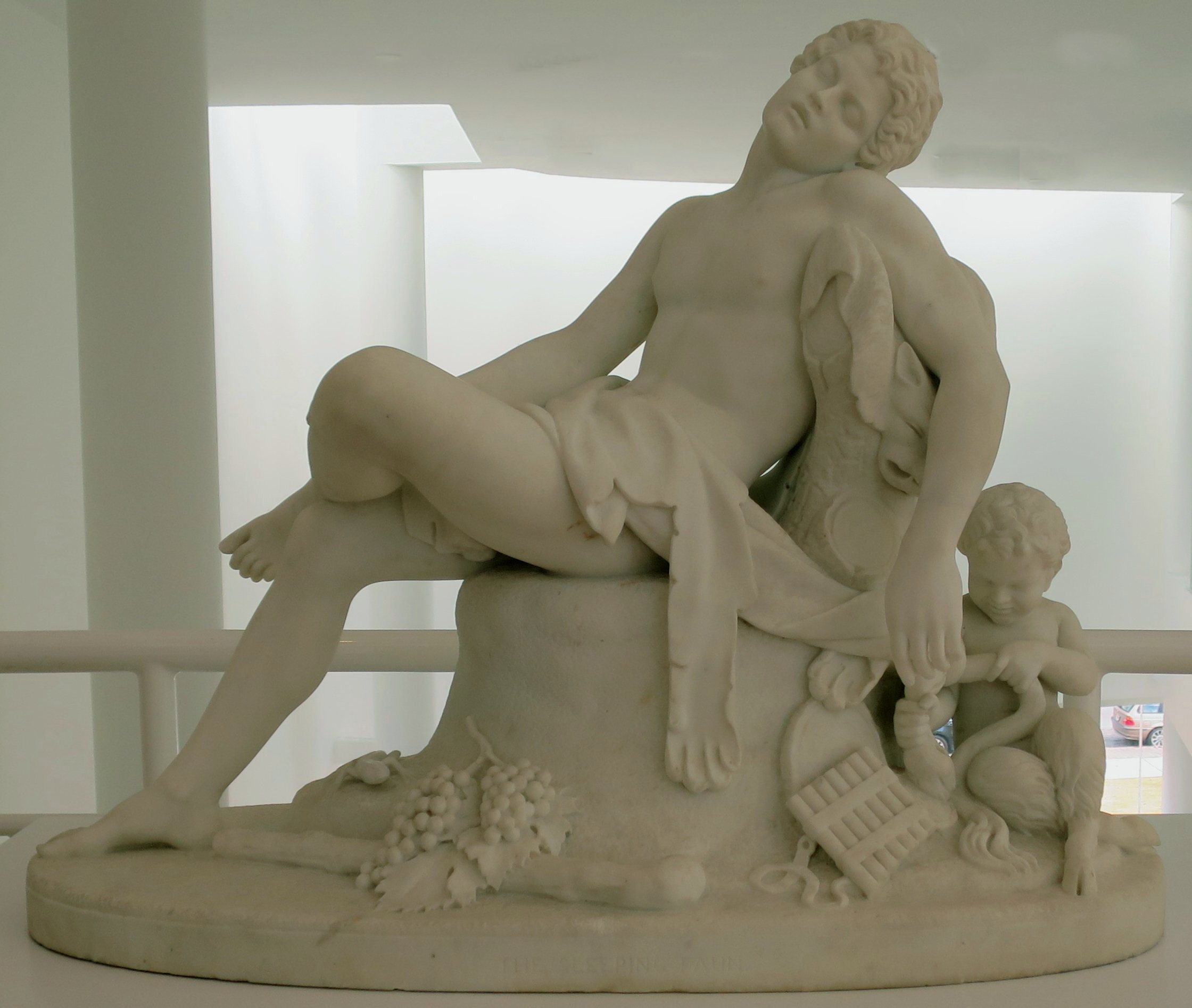
The Sleeping Faun, после 1865
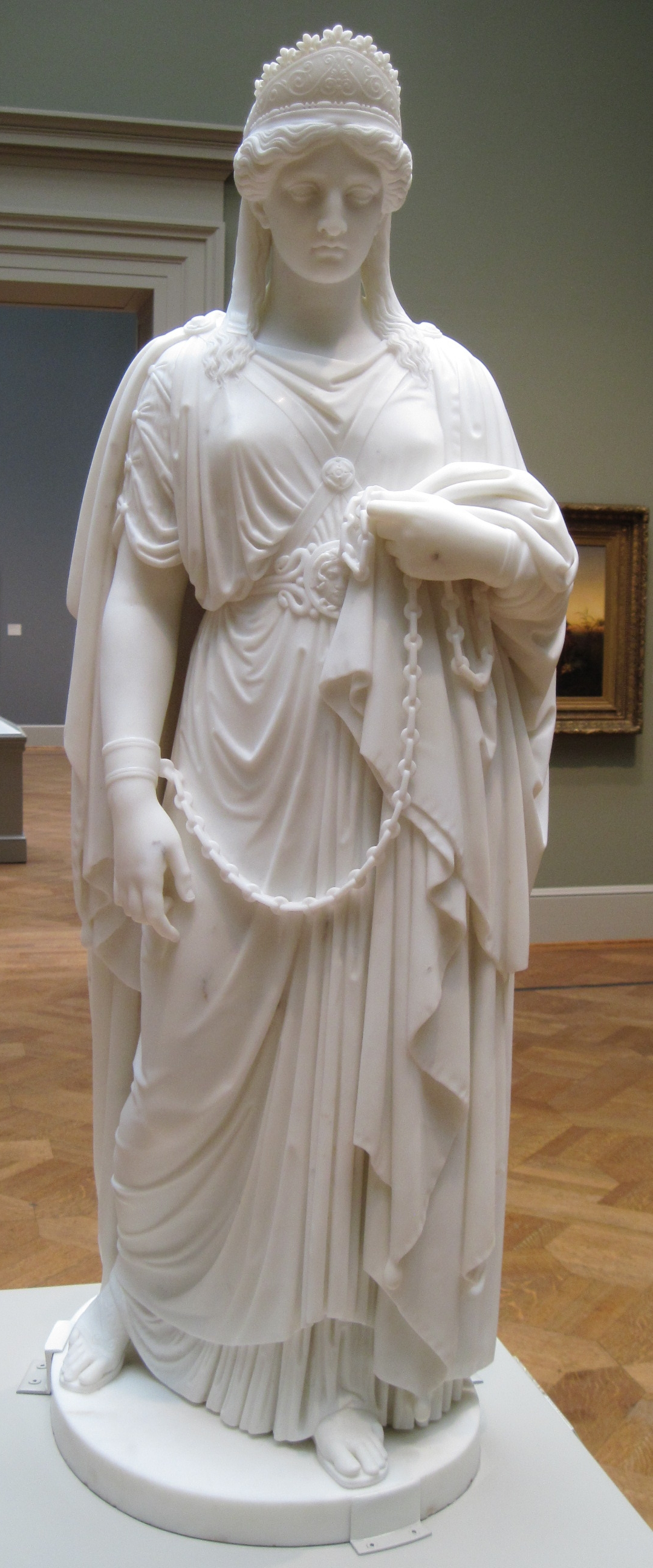
Zenobia in Chains, около 1859
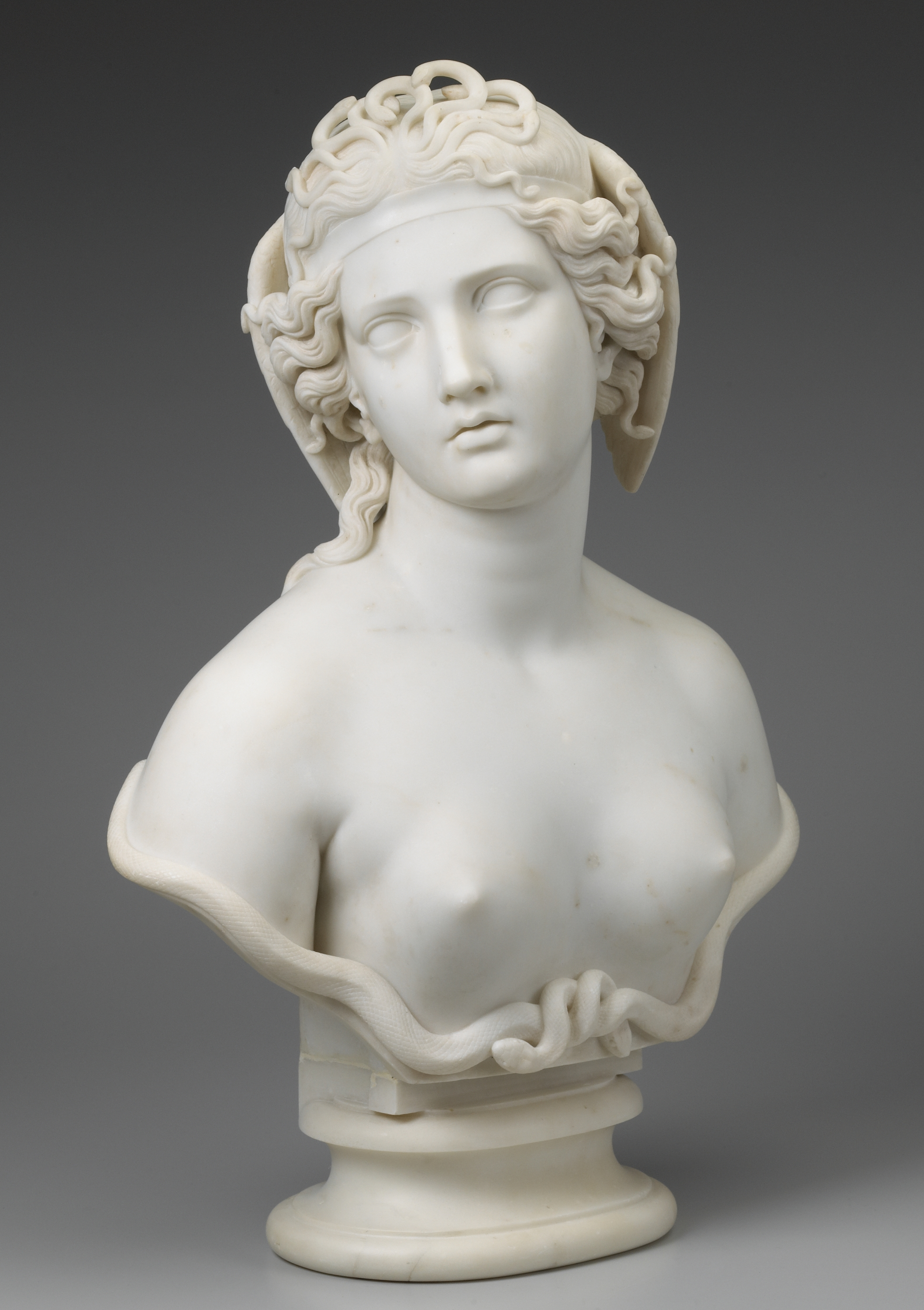
Medusa, около. 1854